# Peltogyne confertiflora
Peltogyne confertiflora är en ärtväxtart som först beskrevs av Friedrich Gottlob Hayne, och fick sitt nu gällande namn av George Bentham. Peltogyne confertiflora ingår i släktet Peltogyne och familjen ärtväxter. Inga underarter finns listade i Catalogue of Life.